# Setanta Sports Cup 2013
Navigation
Édition précédente Édition suivante
La Setanta Sports Cup 2013 est la 8e édition de la Setanta Sports Cup, un tournoi transfrontalier qui comprend des équipes d’Irlande et d'Irlande du Nord. La compétition doit débuter le 11 février 2013  pour se terminer par la finale fixée au 11 mai 2013.
Le Crusaders Football Club défend le trophée remporté en 2012.
La compétition est remportée par les Shamrock Rovers qui battent en finale le Drogheda United sur le score de 7 buts à 1.

## Organisation
Le tirage au sort de la compétition aura lieu le 6 décembre 2012 à Stormont en Irlande du Nord.
Les quatre clubs tête de série sont directement qualifiés pour les quarts de finale. Les huit autres clubs se rencontrent sur match aller-retour pour se qualifier pour les quarts de finale.

## Participants
Douze clubs participent à la Setanta Sports Cup 2013. 
Les têtes de séries sont : 
| - Derry City Football Club - Sligo Rovers Football Club | - Crusaders Football Club - Linfield Football and Athletic Club |

Les clubs participants au premier tour sont les suivants :
| - Cliftonville Football Club - Glentoran Football Club - Coleraine Football Club - Portadown Football Club | - Shamrock Rovers Football Club - Drogheda United Football Club - Cork City Football Club - St. Patrick's Athletic Football Club |

## Premier tour
Le tirage au sort du premier tour a lieu le 6 décembre 2012 à Stormont. le premier tour oppose les quatre équipes irlandaises et les quatre équipes nord-irlandaises non têtes de série. 
| Match | Équipe 1                  | Résultat | Équipe 2        | Aller | Retour |
| ----- | ------------------------- | -------- | --------------- | ----- | ------ |
| 1     | Cork City FC              | 6-2      | Cliftonville FC | 4-0   | 2-2    |
| 2     | Shamrock Rovers           | 2-2      | Coleraine FC    | 0-1   | 2-1    |
| 3     | St. Patrick's Athletic FC | 0-1      | Glentoran FC    | 0-0   | 0-1    |
| 4     | Drogheda United           | 8-2      | Portadown FC    | 3-2   | 5-0    |

## Quarts de finale
Le tirage au sort des quarts de finale a lieu le 18 février 2013 au soir des matchs retour du premier tour. Les quarts de finale voient l'entrée en lice des quatre têtes de séries. Celles-ci ne peuvent se rencontrer à ce stade de la compétition. Elles se voient opposer les quatre équipes vainqueurs du premier tour.
| Match | Équipe 1        | Résultat | Équipe 2        | Aller | Retour |
| ----- | --------------- | -------- | --------------- | ----- | ------ |
| 1     | Sligo Rovers    | 8-0      | Glentoran FC    | 5-0   | 3-0    |
| 2     | Cork City FC    | 4-1      | Crusaders FC    | 1-0   | 3-1    |
| 3     | Shamrock Rovers | 7-2      | Linfield FC     | 4-1   | 3-1    |
| 4     | Derry City FC   | 2-3      | Drogheda United | 1-1   | 1-2    |

Les matchs aller se disputent sur le terrain des premiers nommés le 4 mars 2013 et les matchs retour les 11 et 19 mars 2013 à l'exception du match entre Cork City FC et les Crusaders qui se déroulera les 28 février et 4 mars.
Les clubs irlandais écrasent la compétition en qualifiant quatre représentants pour les demi-finales. Les victoires de Sligo et des Shamrock sont même écrasantes par l'ampleur des scores réalisés. Le tenant du titre, les Crusaders, est éliminé dès son entrée dans la compétition par Cork City.

## Demi-finales
Les matchs aller se disputent sur le terrain des premiers nommés le 16 avril 2013 et les matchs retour le 22 avril 2013.
| Match | Équipe 1        | Résultat | Équipe 2     | Aller | Retour |
| ----- | --------------- | -------- | ------------ | ----- | ------ |
| 1     | Drogheda United | 2-1      | Sligo Rovers | 2-0   | 0-1    |
| 2     | Shamrock Rovers | 3-3      | Cork City FC | 1-1   | 2-2    |

## Finale
| Finale      | Shamrock Rovers                                                                  | 7-1   | Drogheda United  | Tallaght Stadium, Tallaght                 |                                            |
| 11 mai 2013 | Chambers 11e O'Connor 13e Sheppard 45e Finn 55e Finn 56e Dennehy 75e Dennehy 88e | (3-0) | Gary O'Neill 65e | Spectateurs : 4 022 Arbitrage : Rob Rogers | Spectateurs : 4 022 Arbitrage : Rob Rogers |
| 11 mai 2013 | Rapport                                                                          |       |                  | Spectateurs : 4 022 Arbitrage : Rob Rogers | Spectateurs : 4 022 Arbitrage : Rob Rogers |